# Kursulehonbeek
Kursulehonbeek, Zweeds - Fins: Kursulehonoja, is een beek in het noorden van Zweden, begint in het Kursulehondal, Kursulehonvuoma, stroomt naar het zuidoosten door de  gemeente Pajala, komt in de Sivakkarivier uit en is 10 kilometer lang.
Afwatering: Kursulehonbeek → Sivakkarivier → Aarea → Kaunisrivier → Muonio → Torne → Botnische Golf